# Disillusion (álbum)
Disillusion (em japonês:  撃剣霊化) é o quarto álbum de estúdio da banda de heavy metal Loudness. Foi gravado, mixado e masterizado em Londres, Inglaterra, em 1983 e lançado no início de 1984. O engenheiro de som escolhido para as sessões de gravações foi o expert Julian Mendelsohn, que previamente havia trabalhado com artistas como Yes, Elton John, Jimmy Page e Bob Marley. A versão original em japonês foi licenciada para a Music for Nations e lançada no Reino Unido e licenciada para Roadrunner Records, sendo lançada em demais países pela Europa.
A atenção por parte de gravadoras maiores nos Estados Unidos e a necessidade de fazer o trabalho da banda, que cantava sobretudo em japonês, ter apelo às plateias ocidentais, direcionou o trabalho para um novo lançamento com as faixas cantadas em inglês, que estreou em 1 de julho de 1984. O lançamento foi chamado English Version (trad. versão em inglês), e abria com a faixa instrumental "Anthem (Loudness Overture)", por Akira Takasaki, não incluída no lançamento original japonês.

## Crítica
Em 2005, Disillusion alcançou o top 290 da revista Rock Hard na lista "The 500 Greatest Rock & Metal Albums of All Time". Em setembro de 2007, a Rolling Stone Japan ranqueou Disillusion na posição 40 na lista de "100 Melhores Álbuns Japoneses de Rock de Todos os Tempos".
A apresentadora de rádio Akemi Oshima, conhecida por suas aparições no tradicional HOT WAVE (TV Saitama) e pelo seu envolvimento na produção dos quatro volumes da série Visual-kei DVD MAGAZINE, editou em livro, em julho de 2013, a primeira tentativa de passar a limpo a história do visual rock através da seleção de 500 álbuns lançados dos anos 80 até então, na qual Disillusion foi listado dentre as escolhas no período considerado de 'Pre-VISUAL ROCK Era～1980’s'.

## Faixas
Todas as músicas assinadas por Akira Takasaki; todas as letras assinadas por Minoru Niihara.
1. "Crazy Doctor" - 4:13
2. "Esper" - 3:45
3. "Butterfly" - 5:12
4. "Revelation" - 4:19
5. "Exploder" (Instrumental) - 2:29
6. "Dream Fantasy" - 4:34
7. "Milky Way" - 4:17
8. "Satisfaction Guaranteed" - 3:39
9. "Ares' Lament" - 5:30

### Faixas Bônus da reedição japonesa do CD em 2004
- "Crazy Doctor" (live English version) - 4:18
- "Dream Fantasy" (live English version) - 4:37

Letras em inglês por Tommy McClendon.

### Faixas Bônus na reedição japonesa de "Disillusion (English Version)" CD em 2005
- "Eruption" - 3:14
- "Flash Out" - 4:07

## Ficha técnica

### Membros da banda
- Minoru Niihara - vocais
- Akira Takasaki - guitarras
- Masayoshi Yamashita - baixo
- Munetaka Higuchi - bateria

### Produção
- Julian Mendelsohn - engenheiro
- Stuart Bruce - engenheiro-assistente
- Geoff Pesche - masterização

Fonte: Baseado em fontes anteriormente citadas, na consulta primária ao CD e na própria página oficial da banda.